# Цвєтков Володимир Михайлович
Володимир Михайлович Цвєтков (рос. Владимир Михайлович Цветков; нар. 17 червня 1927, Кольчугіно, Юр'євський повіт, Владимирська губернія, РРФСР — пом. 6 червня 1994, Санкт-Петербург, Росія) — радянський футболіст, нападник.

## Життєпис
Учасник Німецько-радянської війни. Після повернення з фронту розпочав футбольну кар'єру в команді «Цветмет» зі свого рідного міста.
У 1948 році перейшов у московське «Динамо». У чемпіонаті СРСР дебютував 23 квітня 1949 року матчі проти куйбишевських «Крил Рад», вийшовши на заміну на 78-й хвилині замість Володимира Савдуніна. У тому ж році став чемпіоном країни і фіналістом Кубку.
Влітку 1951 року пішов у ленінградське «Динамо», за цю команду провів 40 матчів та відзначився 10 голами. У 1954 році на базі «Динамо» створений клуб «Трудові резерви», куди він і перейшов. За два роки зіграв там 60 матчів, відзначився 12 голами. У 1957 році виступав за «Трудові резерви» (Ворошиловград), після чого завершив кар'єру. У 1957-1965 роках був граючим тренером ленінградської команди «Комсомолець», яка грала в змаганнях колективів фізкультури.

## Досягнення
«Динамо» (Москва)
- Вища ліга СРСР
  -  Чемпіон (1): 1949